# Thanapob Leeratanakajorn
Thanapob Leeratanakajorn (tiếng Thái: ธนภพ ลีรัตนขจร, sinh ngày 14 tháng 2 năm 1994) còn có nghệ danh là Tor (ต่อ), là một diễn viên, ca sĩ và người mẫu người Thái gốc Hoa. Anh được biết đến nhiều nhất qua vai diễn Phai trong phim Tuổi nổi loạn (2013–2015). Sau đó, anh tiếp tục tham gia các phim truyền hình như Sự hoán đổi diệu kỳ (2017), Biến cố gia tộc (2018), Con tim sắt đá (2019), Nguyện tái sinh gần bên em (2020)... Ngoài ra, anh còn là thành viên trong nhóm nhạc "9x9" (Nine by Nine - 9by9).

## Tiểu sử và học vấn
Tor Thanapob sinh ngày 14 tháng 2 năm 1994 tại Băng Cốc, Thái Lan. Anh là con út trong một gia đình người Thái gốc Hoa có ba người con. Họ của anh, Leeratanakajorn, bắt nguồn từ họ Lý (李) trong tiếng Trung Quốc. Bố mẹ anh là Chatchawan và Areeya Leeratanakajorn. Anh có hai anh trai.
Tor theo học tại Trường Cơ đốc Phục lâm Ekkamai, sau đó tốt nghiệp Cử nhân Khoa học về Công nghệ Vật liệu và Bao bì, khoa Công-Nông nghiệp trường Đại học Kasetsart. Anh tốt nghiệp vào ngày 20 tháng 11 năm 2017.

## Sự nghiệp

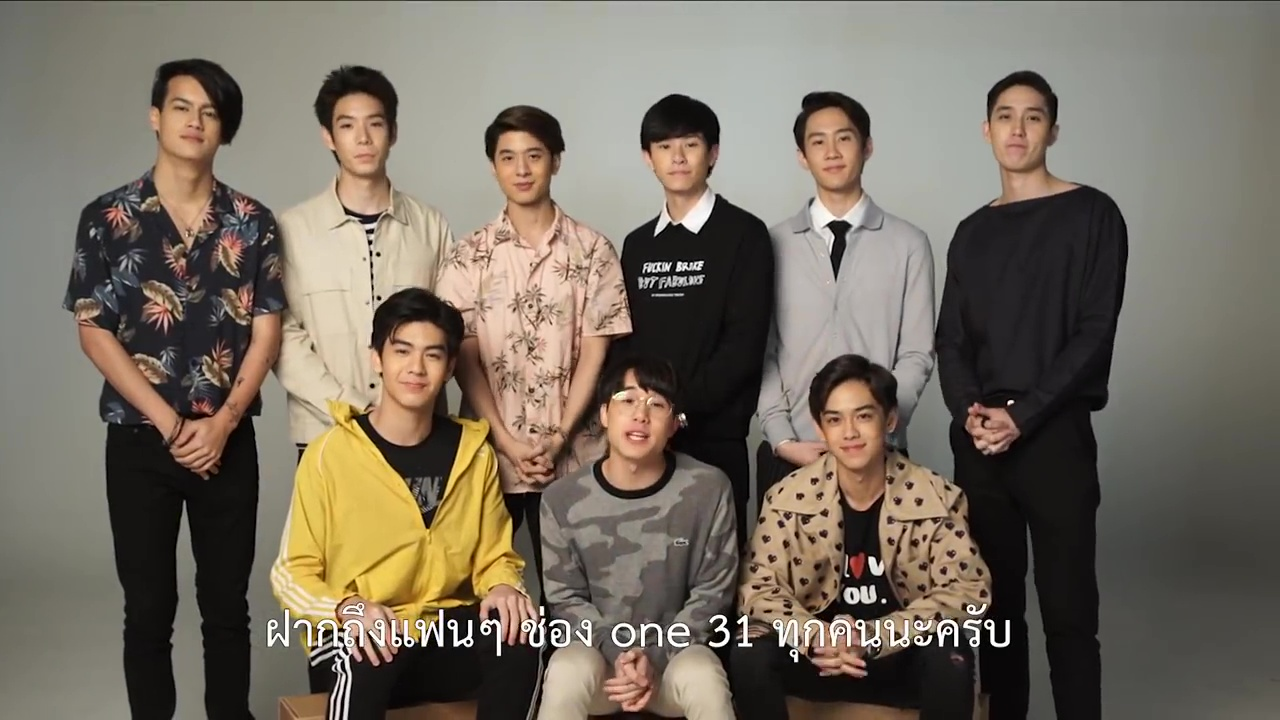
Tor (ngoài cùng bên phải) trong nhóm nhạc Nine by Nine (9by9)

Theo học khoa Công-Nông nghiệp trường Đại học Kasetsart nhưng Tor Thanapob lại sớm bén duyên với con đường điện ảnh. Năm 2012, Tor vô tình được ông lớn của hãng làm phim đình đám GMM để mắt tới và lập tức nhận ngay một vai diễn nhỏ trong phần một của series phim Club Friday The Series. Thế nhưng phải đến năm 2013 khi đảm nhận vai Phai đầu gấu trong Tuổi nổi loạn thì tên tuổi của Tor mới thực sự được nhiều người biết đến.
Năm 2014, Tor tham gia bộ phim Bí ẩn tại hồ bơi với vai Tan, đóng cặp cùng Supassara Thanachart và Chutavuth Pattarakampol.
Năm 2015, Tor gây ấn tượng mạnh với vai diễn Fame trong phim điện ảnh Cô nàng điện giật.
Từ 2015 đến 2018, Tor liên tiếp xuất hiện trong những dự án phim truyền hình của đài GMM 25, CH3 và One 31.
Năm 2019, vai diễn Sila trong bộ phim đình đám Con tim sắt đá đánh dấu bước ngoặt lớn trong sự nghiệp của Tor, đưa tên tuổi anh lên một tầm cao mới..
Năm 2020, Tor đóng cặp với nữ diễn viên Taksaorn Paksukcharern trong bộ phim Nguyện tái sinh gần bên em của đài One 31.
Năm 2022, anh trở lại màn ảnh nhỏ với phim Kẻ truyền thừa.

## Đời tư
Anh từng có mối quan hệ tình cảm lâu dài với nữ tiếp viên hàng không Khaenapha Larpveroj (Meen). Được biết, cả hai hẹn hò từ khi Tor chưa nổi tiếng và đã có 13 năm bên nhau. Vừa qua, ngày 10/1/2025, anh đã xác nhận chia tay người bạn gái sau 13 năm bên nhau. Tor cho biết anh và Meen quyết định "cùng nhau lùi lại trong mối quan hệ này". 

## Các phim đã tham gia

### Phim điện ảnh
| Năm  | Tên gốc                      | Tên tiếng Việt                      | Vai                             | Đóng với                                                               |
| ---- | ---------------------------- | ----------------------------------- | ------------------------------- | ---------------------------------------------------------------------- |
| 2013 | Mary Is Happy, Mary Is Happy |                                     | Pakorn                          |                                                                        |
| 2014 | The Swimmers                 | Bí ẩn tại hồ bơi                    | Tan                             | Supassara Thanachart & Chutavuth Pattarakampol                         |
| 2015 | May Who?                     | Cô nàng điện giật                   | Fame                            | Sutatta Udomsilp & Thiti Mahayotaruk                                   |
| 2021 | One for the Road             | Chọn một con đường                  | Boss                            | Chutimon Chuengcharoensukying, Violette Wautier, Natara Nopparatayapon |
| 2021 | Ghost Lab                    | Phòng thí nghiệm ma (chiếu Netflix) | Cheewee Prometheus (Bác sĩ Wee) | Nuttanicha Dungwattanawanich & Paris Intarakomalyasut                  |
| 2023 | Nice to Never Meet You       |                                     | Ray                             | Panisara Rikulsurakan                                                  |

### Phim truyền hình
| Năm       | Tên gốc                                                  | Tên tiếng Việt                                | Vai                                                    | Đài           |
| --------- | -------------------------------------------------------- | --------------------------------------------- | ------------------------------------------------------ | ------------- |
| 2012      | Club Friday The Series 1                                 |                                               | Tor (Num Nam Dang)                                     | Green Channel |
| 2013      | Hormones: The Series                                     | Tuổi nổi loạn                                 | Pollawat Lhaokhunapat / "Phai"                         | GMM One       |
| 2014      | Hormones: The Series 2                                   | Tuổi nổi loạn 2                               | Pollawat Lhaokhunapat / "Phai"                         | GTH On Air    |
| 2015      | Hormones: The Series 3                                   | Tuổi nổi loạn 3                               | Pollawat Lhaokhunapat / "Phai"                         | One 31        |
| 2015      | Club Friday The Series Season 5: Secret of Classroom 6/3 | Bí mật trong lớp học                          | Teepakorn / "Tee"                                      | GMM 25        |
| 2015      | Stupid Cupid The Series                                  | Nước mắt Cupid                                | Takeshi                                                | GMM 25        |
| 2016      | I See You: The Series                                    | Bệnh viện bí ẩn                               | Pramate Phattharaphongsa (Bác sĩ Mean)                 | GMM 25        |
| 2016–2017 | O-Negative                                               | Tình yêu hoang dại                            | Yuttakarn Kanchanavipu (Peun)                          | GMM 25        |
| 2017      | The Cupid Series: Kammathep Prab Marn                    | Chị đại sa lưới chàng hắc ám                  | Denchong                                               | CH3           |
| 2017      | Project S: The Series – Side by Side                     | Dự án S: Vai tựa vai                          | Sakkaya Piriroj (Gym)                                  | GMM 25        |
| 2017      | Leh Lub Salub Rarng                                      | Sự hoán đổi diệu kỳ                           | Arkom / "Kom"                                          | CH3           |
| 2018      | Into the Light with 9x9                                  |                                               | Chính mình                                             | Line TV       |
| 2018      | In Family We Trust                                       | Biến cố gia tộc / Bản di chúc tội lỗi         | Asava Suriyapairoj / "Yi"                              | One 31        |
| 2019      | Huajai Sila                                              | Con tim sắt đá                                | Sila Wisetworawet / Aran Ritthinatkosol ("Tor" / "Si") | One 31        |
| 2019      | Project 17: Side By Side                                 | Cực hạn 17: Vũ nhĩ đồng hành                  | Sakkaya Piriroj (Gym)                                  | Youku         |
| 2019      | The Stranded                                             | Mắc kẹt                                       | Nhóm phía bắc                                          | Netflix       |
| 2020      | Kor Kerd Mai Klai Klai Ter                               | Nguyện tái sinh gần bên em / Lời hứa sau cùng | Thichong Singhawat / "Chong"                           | One 31        |
| 2022      | Dtai Laah                                                | Kẻ truyền thừa / Bẫy thương trường            | Tailah / "Lah"                                         | One 31        |
| 2023      | Midnight Museum                                          | Bảo tàng nửa đêm                              | Khatha                                                 | GMM 25 ViuTV  |
| 2024      | Nueng Nai Roy                                            | Người tình yêu dấu của tôi                    | Wichai Waratabut                                       | CH3           |
| 2024      | Spare Me Your Mercy                                      | Lựa chọn sống chết                            | Kantaphat Akkharamethi / "Kan"                         | One 31        |

## Âm nhạc

### Ca khúc
| Năm  | Tên bài hát                                               | Ca sĩ thể hiện                            | Ghi chú                              |
| ---- | --------------------------------------------------------- | ----------------------------------------- | ------------------------------------ |
| 2014 | "โชคดีนะเพื่อน" ("Good Luck Friends") (Cover Version)        | Thanapob Leeratanakajorn                  | Nhạc phim Tuổi nổi loạn              |
| 2018 | "NIGHT LIGHT"                                             | Nine by Nine                              |                                      |
| 2018 | "Hypnotize"                                               | Nine by Nine                              |                                      |
| 2019 | "ผู้โชคดี" ("The Lucky One")                                 | Nine by Nine                              | Nhạc phim Great Men Academy          |
| 2019 | "ไม่น่าเจอเลย" ("Shouldn't")                                | Nine by Nine                              | Nhạc phim Great Men Academy          |
| 2019 | "Eternity"                                                | Nine by Nine                              |                                      |
| 2019 | "หัวใจของเธอ" ("Con Tim Của Em") (Cover Version)           | Thanapob Leeratanakajorn                  | Nhạc phim Con tim sắt đá             |
| 2020 | "รักเธอสุดหัวใจ" ("Yêu Em Bằng Cả Trái Tim") (Cover Version) | Thanapob Leeratanakajorn ft. Two Popetorn | Nhạc phim Nguyện tái sinh gần bên em |

### Xuất hiện trong MV
| Năm  | Tên bài hát                         | Ca sĩ thể hiện |
| ---- | ----------------------------------- | -------------- |
| 2014 | "อาบน้ำร้อน" ("Hot Shower")           | Big Ass        |
| 2016 | "ปลิว" ("Away")                      | Jannine Weigel |
| 2017 | "ดีใจ" ("I'm Glad")                  | Jannine Weigel |
| 2018 | "แต่ยังคิดถึง" ("But I Still Miss You") | Two Popetorn   |
| 2021 | "หมดความหมาย" ("Meaningless")       | POTATO         |

### Concert
| Năm  | Concert                                   |
| ---- | ----------------------------------------- |
| 2013 | Hormones Day Hormones Night               |
| 2014 | Green Concert # 17 Love Scenes Love Songs |
| 2015 | Very Handsome Concert                     |
| 2015 | Magic James The Concert (khách mời)       |
| 2015 | "Star Theque" GTH 11-year Light Concert   |

## Giải thưởng và đề cử
| Năm  | Giải thưởng                       | Hạng mục                                           | Tác phẩm được đề cử                                                 | Kết quả      | Nguồn  |
| ---- | --------------------------------- | -------------------------------------------------- | ------------------------------------------------------------------- | ------------ | ------ |
| 2013 | Kerd Awards                       | Born Scorching Award                               | Tuổi nổi loạn                                                       | Đề cử        |        |
| 2014 | Siamdara Awards                   | Male Rising Star                                   | Tuổi nổi loạn                                                       | Đoạt giải    | [ 3 ]  |
| 2014 | Zen Stylish Awards                | Male Outstanding Style of the Year                 | Thanapob Leeratanakachorn                                           | Đoạt giải    |        |
| 2014 | Kazz Awards                       | Hot New Male Star                                  | Tuổi nổi loạn                                                       | Đoạt giải    | [ 4 ]  |
| 2014 | Kazz Awards                       | Popular Male Teen Celebrity                        | Thanapob Leeratanakachorn                                           | Đề cử        | [ 4 ]  |
| 2015 | Surasawadee Royal Awards          | Silver Doll Award for Outstanding Male Rising Star | Bí ẩn tại hồ bơi                                                    | Đoạt giải    | [ 5 ]  |
| 2015 | Maya Awards                       | Best Couple                                        | Tuổi nổi loạn (cùng với Supassara Thanachart)                       | Đề cử        | [ 6 ]  |
| 2016 | Bangkok Critics Assembly          | Best Supporting Actor                              | Cô nàng điện giật                                                   | Đề cử        | [ 7 ]  |
| 2016 | Siamdara Awards                   | Popular Male Star                                  | Thanapob Leeratanakachorn                                           | Đề cử        | [ 8 ]  |
| 2016 | Suphannahong National Film Awards | Best Supporting Actor                              | Cô nàng điện giật                                                   | Đề cử        | [ 9 ]  |
| 2016 | Thai Film Director Awards         | Best Supporting Actor                              | Cô nàng điện giật                                                   | Đoạt giải    | [ 10 ] |
| 2017 | Kazz Awards                       | Popular Male Teen Star                             | Thanapob Leeratanakachorn                                           | Đề cử        | [ 11 ] |
| 2017 | Kazz Awards                       | Male Popular Vote                                  | Thanapob Leeratanakachorn                                           | Đề cử        | [ 11 ] |
| 2017 | Kazz Awards                       | Male Rising Star                                   | Thanapob Leeratanakachorn                                           | Đề cử        | [ 11 ] |
| 2018 | LINE TV Awards                    | Best Fight Scene                                   | Project S: The Series - Side by Side (cùng với Wongravee Nateetorn) | Đoạt giải    | [ 12 ] |
| 2018 | Golden Television Awards          | Best Lead Actor                                    | Project S: The Series - Side by Side                                | Đề cử        | [ 13 ] |
| 2018 | Daradaily Awards                  | Best Actor                                         | Project S: The Series - Side by Side                                | Đề cử        | [ 14 ] |
| 2018 | Nataraj Awards                    | Best Actor                                         | Project S: The Series - Side by Side                                | Đoạt giải    | [ 15 ] |
| 2018 | GQ Thailand Men of the Year       | Actor of the Year                                  | Biến cố gia tộc                                                     | Đoạt giải    | [ 16 ] |
| 2019 | LINE TV Awards                    | Best Fight Scene                                   | Biến cố gia tộc (cùng với Krissanapoom Pibulsonggram)               | Đề cử        | [ 17 ] |
| 2019 | LINE TV Awards                    | Best Song                                          | "Night Light" (cùng với Nine by Nine)                               | Đề cử        | [ 18 ] |
| 2019 | Komchadluek Awards                | Best Supporting Actor for Television Series        | Biến cố gia tộc                                                     | Đề cử        | [ 19 ] |
| 2019 | MThai Top Talk-About Awards       | Top Talk-About Artist                              | Nine by Nine                                                        | Đoạt giải    | [ 20 ] |
| 2019 | Daradaily Awards                  | Best Actor                                         | Biến cố gia tộc                                                     | Đề cử        | [ 21 ] |
| 2019 | Nine Entertainment Awards         | Actor of the Year                                  | Biến cố gia tộc                                                     | Đề cử        | [ 22 ] |
| 2019 | Kazz Awards                       | Male Young Star of the Year                        | Thanapob Leeratanakajorn                                            | Đoạt giải    | [ 23 ] |
| 2019 | Nataraj Awards                    | Best Supporting Actor                              | Biến cố gia tộc                                                     | Đoạt giải    | [ 24 ] |
| 2019 | Nataraj Awards                    | Best Team Ensemble                                 | Biến cố gia tộc                                                     | Đoạt giải    | [ 24 ] |
| 2019 | Thailand Master Youth Awards      | Inspiring People Award                             | Thanapob Leeratanakajorn                                            | Đoạt giải    | [ 25 ] |
| 2020 | LINE TV Awards                    | Best Couple                                        | Con tim sắt đá (cùng với Nopjira Lerkkajornnamkul)                  | Đề cử        | [ 26 ] |
| 2020 | Komchadluek Awards                | Best Actor for Television Series                   | Con tim sắt đá                                                      | Đoạt giải    | [ 27 ] |
| 2020 | Nataraj Awards                    | Best Actor                                         | Con tim sắt đá                                                      | Đề cử        | [ 28 ] |
| 2020 | Asia Contents Awards              | Best Actor                                         | Biến cố gia tộc                                                     | Đề cử        | [ 29 ] |
| 2021 | Golden Television Awards          | Best Lead Actor                                    | Nguyện tái sinh gần bên em                                          | Đề cử        | [ 30 ] |
| 2021 | Komchadluek Awards                | Popular Male Actor of the Year                     | Nguyện tái sinh gần bên em                                          | Đề cử        | [ 31 ] |
| 2021 | LINE TV Awards                    | Best Dramatic Scene                                | Nguyện tái sinh gần bên em (cùng với Taksaorn Paksukcharern)        | Đoạt giải    | [ 32 ] |
| 2021 | Nataraj Awards                    | Best Actor                                         | Nguyện tái sinh gần bên em                                          | Đoạt giải    | [ 33 ] |
| 2021 | Siam Series Awards                | Popular Lead Actor                                 | Nguyện tái sinh gần bên em                                          | Chưa công bố | [ 34 ] |